# Syngnathus taenionotus
Syngnathus taenionotus is een straalvinnige vissensoort uit de familie van zeenaalden en zeepaardjes (Syngnathidae). De wetenschappelijke naam van de soort is voor het eerst geldig gepubliceerd in 1871 door Canestrini.
De soort staat op de Rode Lijst van de IUCN als Bedreigd, beoordelingsjaar 2007.